# Яковская улица (Санкт-Петербург)
Яковская улица — улица в Выборгском районе Санкт-Петербурга. Проходит от проспекта Тореза до улицы Жака Дюкло параллельно Воронцову переулку.

## История
Улица появилась в 1904 году и называлась Яковлевским переулком до 1907 года. 15 мая 1965 года название было упразднено, а 7 июля 1999 года восстановлено.

## Достопримечательности
- Ольгинский пруд (напротив примыкания Яковской улицы к улице Жака Дюкло)

## Пересечения
- проспект Тореза
- улица Жака Дюкло

## Транспорт

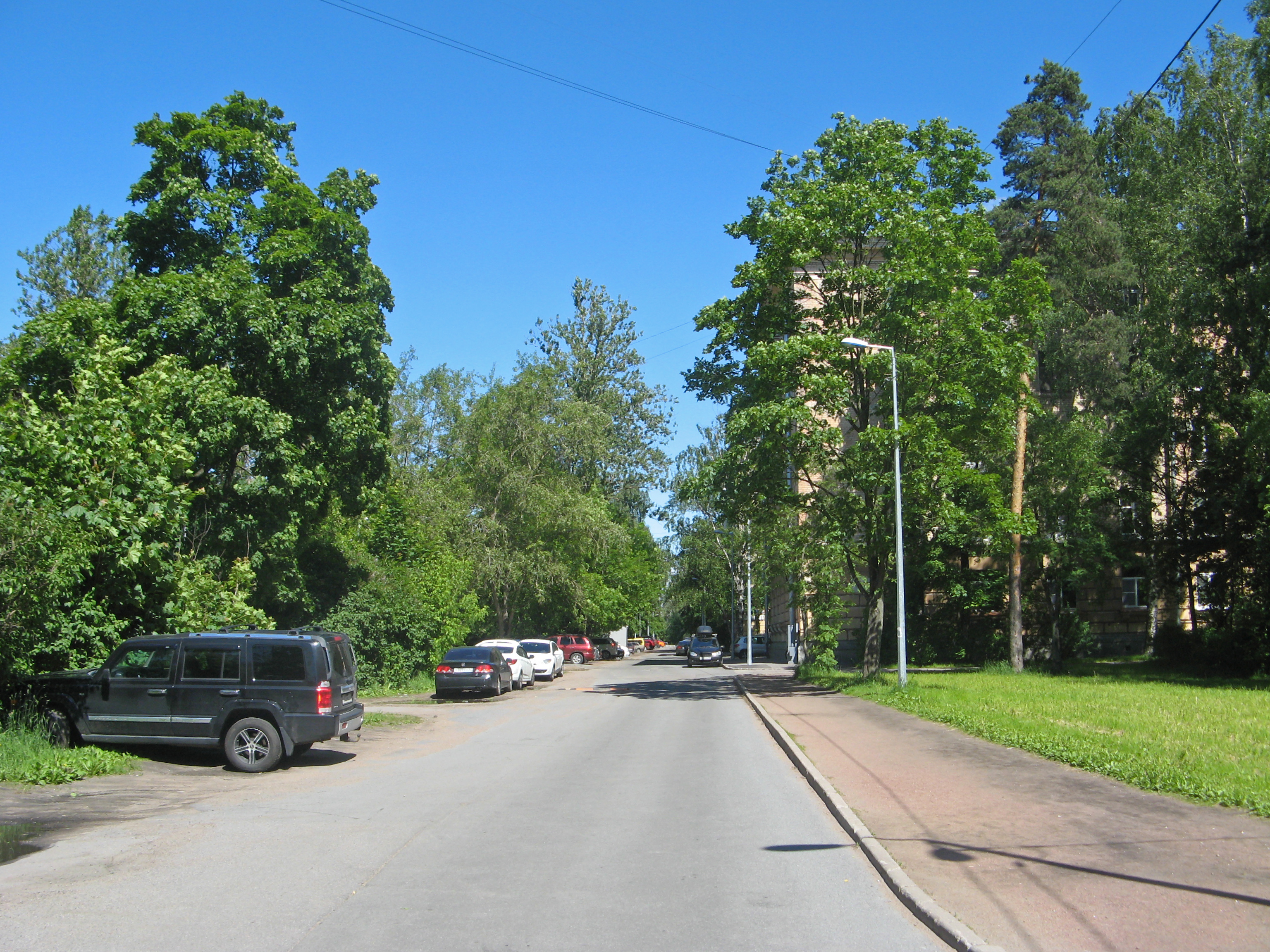
Вид от проспекта Тореза

Движение общественного транспорта по улице отсутствует.
Ближайшие станции метро — «Политехническая» и «Площадь Мужества».